# Kremlin de Moscú
El Kremlin de Moscú (en ruso: Московский Кремль, romanizado: Moskovskiy Kreml', pronunciado [mɐˈskofskʲɪj ˈkrʲemlʲ]), también designado por antonomasia como el Kremlin (pronunciación en ruso: [ˈkrʲemlʲ] (escucharⓘ)), es un complejo fortificado de Moscú (Rusia). Situado en el centro de la ciudad, el Kremlin de Moscú contiene cinco palacios, cuatro catedrales y la muralla que lo rodea, junto con las torres del Kremlin. Dentro del complejo está el Gran Palacio del Kremlin, que antiguamente fue una de las residencias del zar de Rusia y actualmente es la residencia oficial del presidente de Rusia. El Kremlin de Moscú tiene vistas del río Moscova al sur, de la catedral de San Basilio y la Plaza Roja al este, y de los Jardines de Alejandro al oeste.
En ruso, kremlin denota una «fortaleza dentro de una ciudad», y muchas ciudades históricas de Rusia tienen su propio kremlin. Sin embargo, el Kremlin de Moscú es el más conocido y también sirve en política internacional como una metonimia que identifica al Gobierno de Rusia. Durante la Guerra Fría (1947–1991), «el Kremlin» designaba al Gobierno de la Unión Soviética y el término kremlinología significaba el estudio de las decisiones de los líderes soviéticos y, en general, de la política rusa y soviética. Cuando está abierto al público, el Kremlin ofrece visitas guiadas supervisadas de los Museos del Kremlin de Moscú.

## Historia

### Orígenes

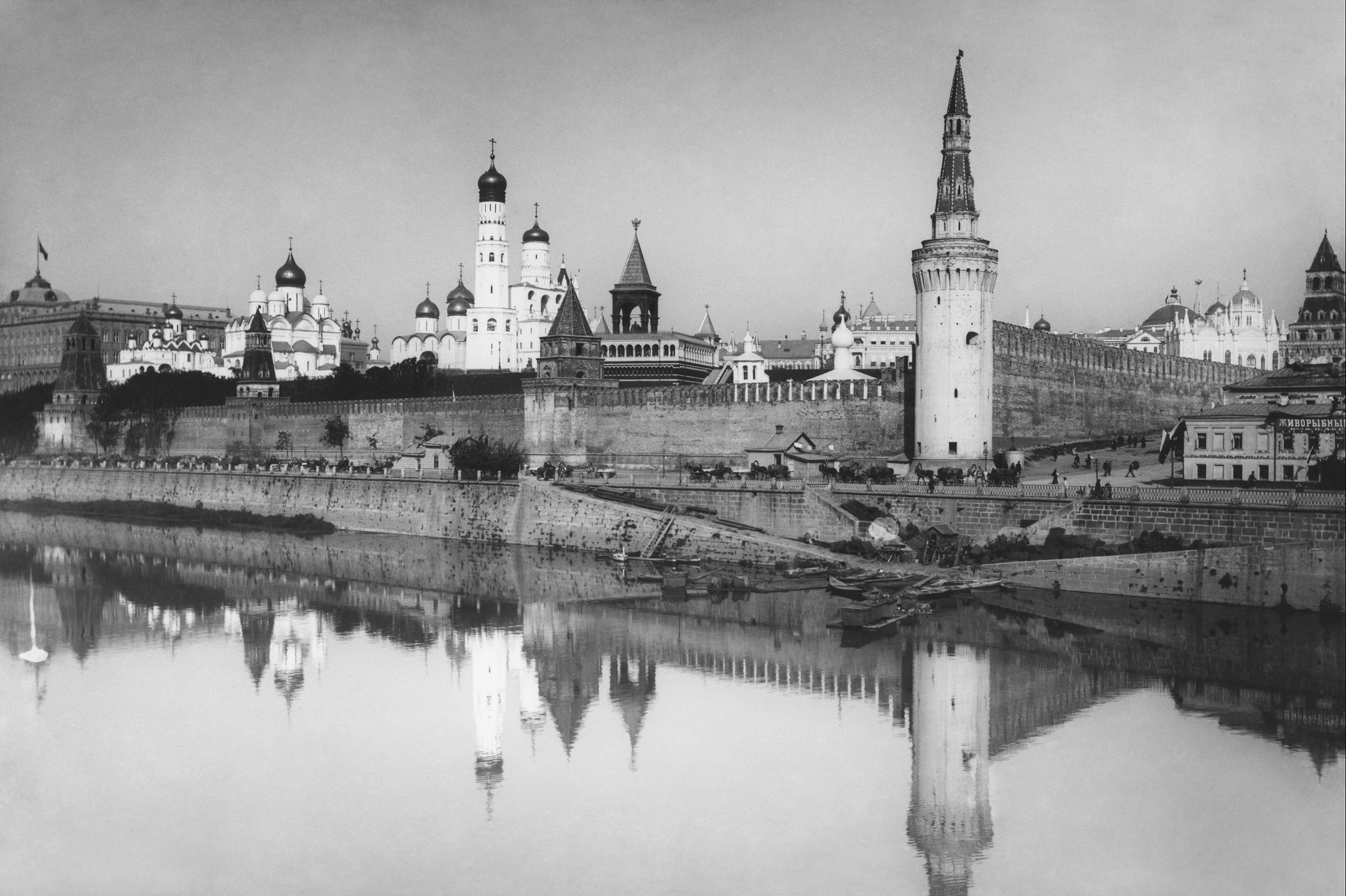
El Kremlin durante el Imperio ruso, 1898.

El lugar estuvo habitado de forma continua por los meria desde el siglo ii a. C. Los eslavos ocuparon la porción suroeste de la colina Borovitsky, sobre la que se asienta actualmente el Kremlin, ya en el siglo xi, como demostró un sello metropolitano de la década de 1090 que fue desenterrado en la zona por arqueólogos soviéticos. Los Viátichi construyeron una estructura fortificada (o grad) en esta colina, donde el río Neglinnaya desembocaba en el río Moscova.
Hasta el siglo xiv, el lugar era conocido como el «grad de Moscú». La palabra «Kremlin» fue registrada por primera vez en 1331, aunque el etimologista Max Vasmer menciona una aparición anterior en 1320. El grad fue ampliado en gran medida por el príncipe Yuri Dolgoruki en 1156, destruido por los mongoles en 1237 y reconstruido en roble por Iván I Kalitá en 1339.

### Sede de los grandes duques
Entre 1366 y 1368, Dmitri Donskói sustituyó la empalizada de roble con una resistente ciudadela de caliza blanca que se asentaba básicamente sobre los cimientos de las murallas actuales. Esta fortificación resistió un asedio del kan Toqtamish. El hijo de Dmitri, Basilio I, retomó la construcción de iglesias y claustros en el Kremlin. La recientemente construida catedral de la Anunciación fue pintada por Teófanes el Griego, Andréi Rubliov y Prójor de Gorodéts en 1406, y el monasterio de Chúdov fue fundado por el tutor de Dmitri, el metropolitano Alejo, mientras su viuda, Eudoxia, fundó el convento de la Ascensión en 1397.

### Residencia de los zares

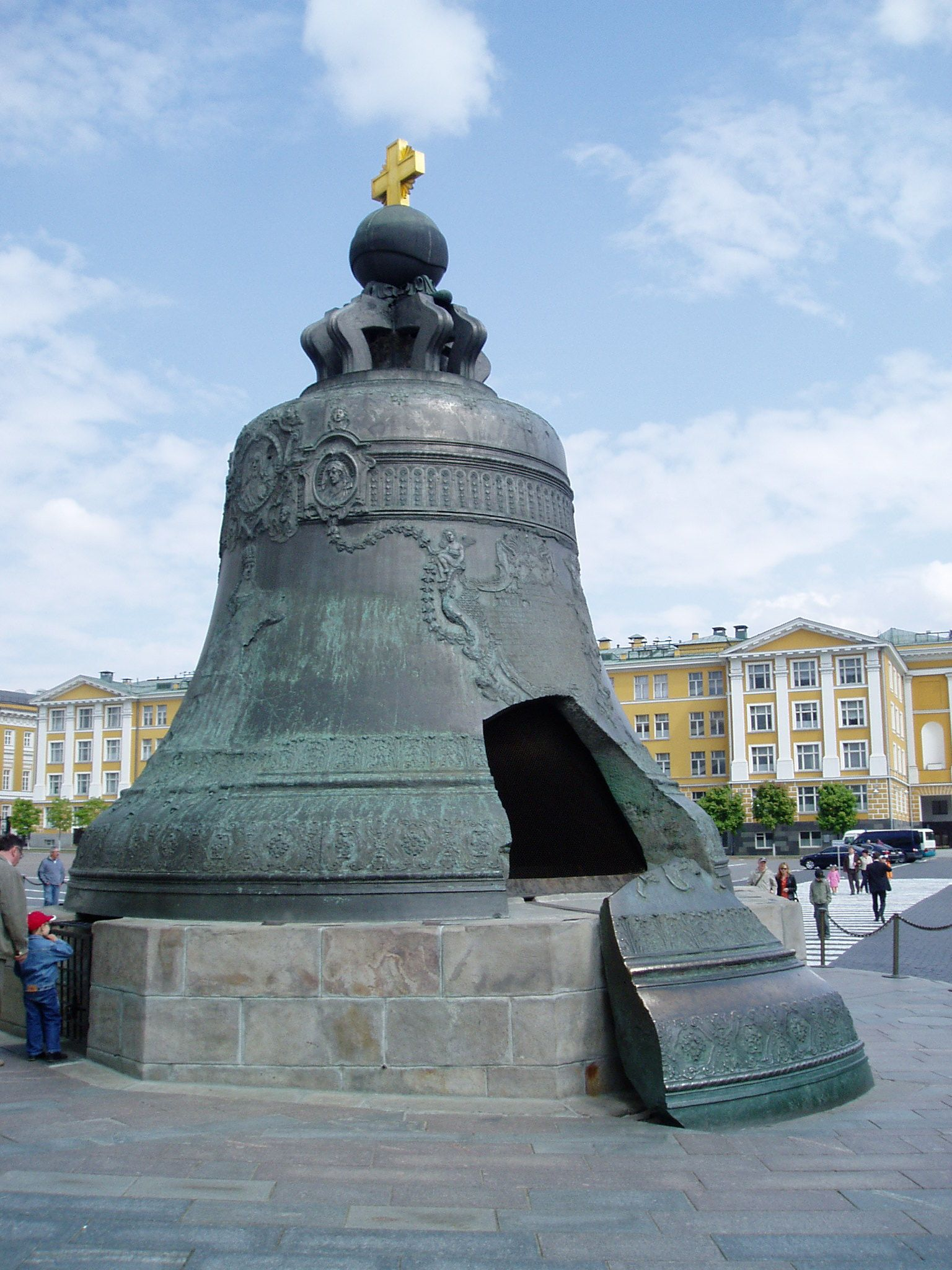
La Campana del Zar.

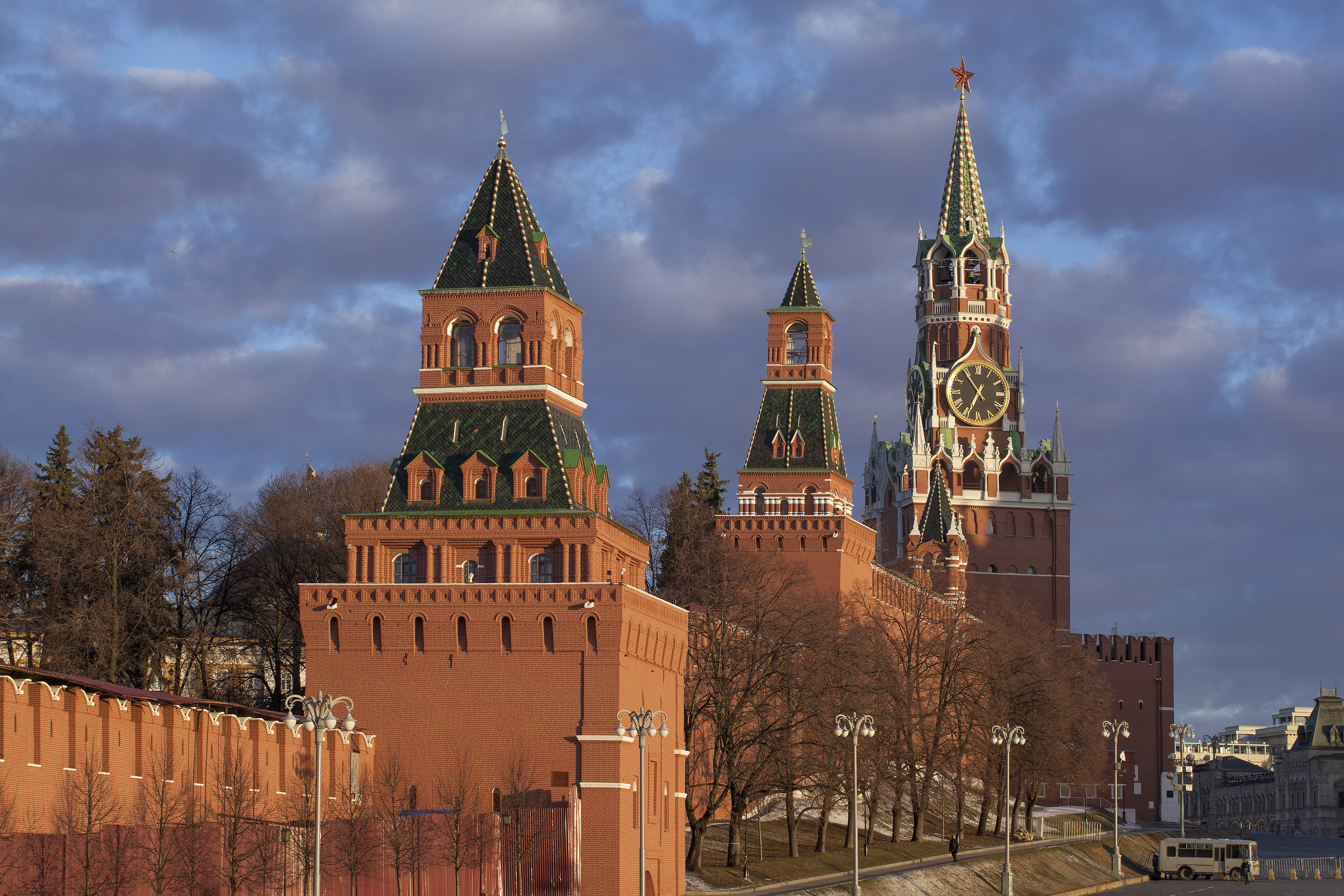
La Torre Spásskaya, con una de las estrellas del Kremlin en su cima.

El gran príncipe Iván III organizó la reconstrucción del Kremlin, invitando a varios arquitectos destacados de la Italia renacentista, incluido Pietro Antonio Solari, quien diseñó la nueva muralla del Kremlin y sus torres, y Marco Ruffo, quien diseñó el nuevo palacio para el príncipe. Durante su reinado se construyeron tres de las catedrales actuales del Kremlin, la iglesia de la Deposición del Manto de la Virgen y el Palacio de las Facetas. El edificio más alto de la ciudad y de la Rusia moscovita era el Campanario de Iván el Grande, construido entre 1505 y 1508 y ampliado a su altura actual en 1600. La muralla del Kremlin como se presenta en la actualidad fue construida entre 1485 y 1495 y su Puerta Spásskaya todavía tiene una inscripción en latín elogiando a Pietro Antonio Solari por el diseño.
Después de que se completara la construcción de la nueva muralla y de las nuevas iglesias del Kremlin, el monarca decretó que no se construyera ninguna estructura en los alrededores inmediatos de la ciudadela. El Kremlin fue separado de la ciudad comercial amurallada (Kitay-gorod) con un foso de 30 metros de anchura, sobre el cual se construiría la catedral de San Basilio durante el reinado de Iván el Terrible. Ese zar también renovó algunos de los palacios de su abuelo, añadió un nuevo palacio y una nueva catedral para sus hijos, y realizó una importante donación al metoquión de la Trinidad, situado en el interior del Kremlin. Este metoquión estaba administrado por el monasterio de la Trinidad e incluía la elegante iglesia en tienda de campaña de San Sergio, descrita por los extranjeros como una de las mejores del país.
Durante la Época de la Inestabilidad, el Kremlin fue ocupado por fuerzas polacas durante dos años, entre el 21 de septiembre de 1610 y el 26 de octubre de 1612. La liberación del Kremlin por parte del ejército de voluntarios del príncipe Dmitri Pozharski y de Kuzmá Minin allanó el camino para la elección de Miguel Románov como nuevo zar. Durante su reinado, el de su hijo Alejo y el de su nieto Teodoro, se construyeron la catedral del Salvador, de once cúpulas, la Puerta Heráldica, el Palacio de los Terems, el Palacio de las Diversiones y el palacio del patriarca Nikon. Tras la muerte de Teodoro y la Revuelta de Moscú de 1682, el zar Pedro I escapó con grandes dificultades del Kremlin y, en consecuencia, desarrolló una aversión hacia él. Dos décadas más tarde, en 1703, Pedro abandonaría la residencia de sus antepasados rumbo a su nueva capital, San Petersburgo.
El Salón Dorado, un salón del trono con murales pintados probablemente después de 1547, fue destruido para permitir la construcción del Palacio del Kremlin, encargado por Isabel de Rusia y diseñado por el arquitecto italiano Francesco Bartolomeo Rastrelli en 1752.

### Época imperial

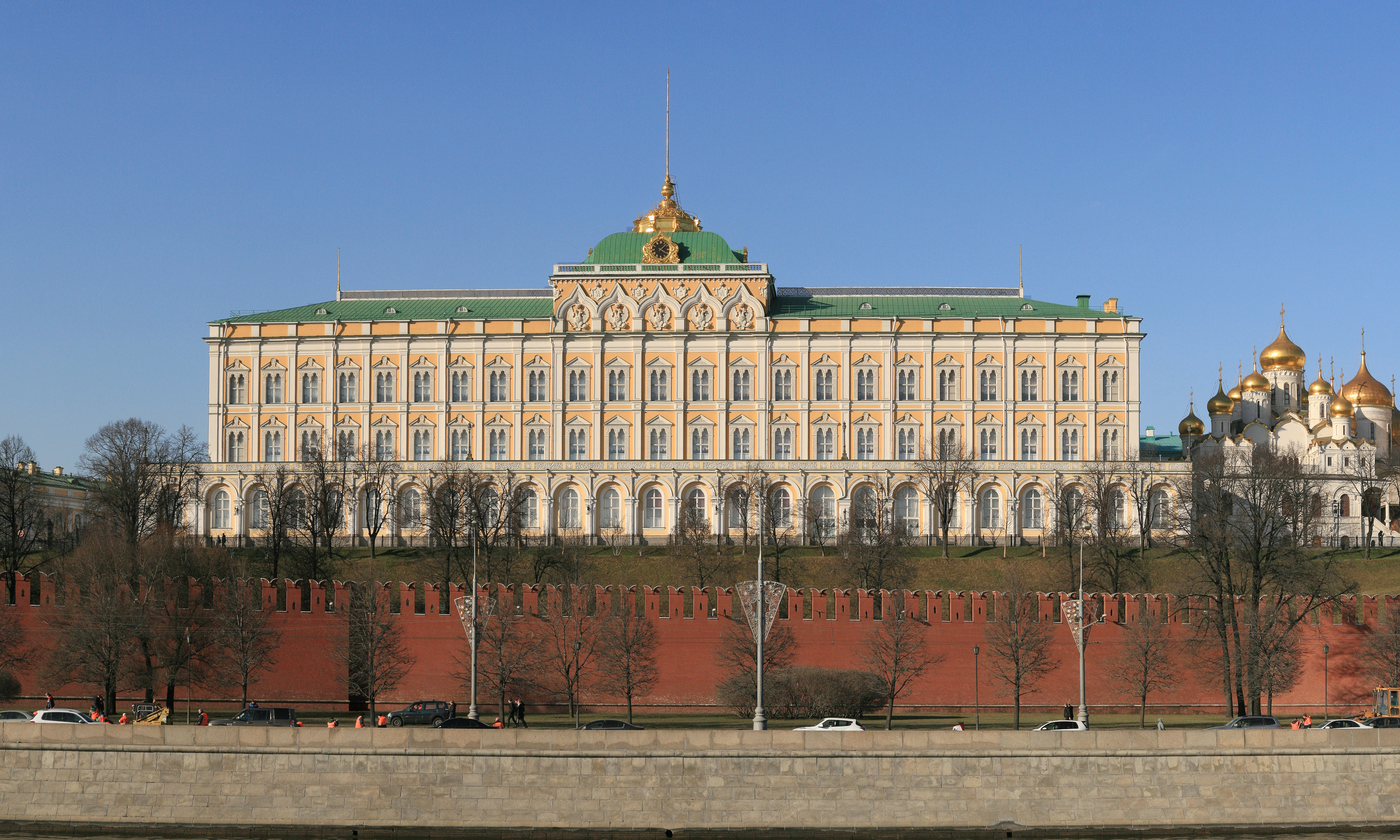
El Gran Palacio del Kremlin, encargado en 1838 por el zar Nicolás I y construido entre 1839 y 1849, es actualmente la residencia oficial del presidente de Rusia.

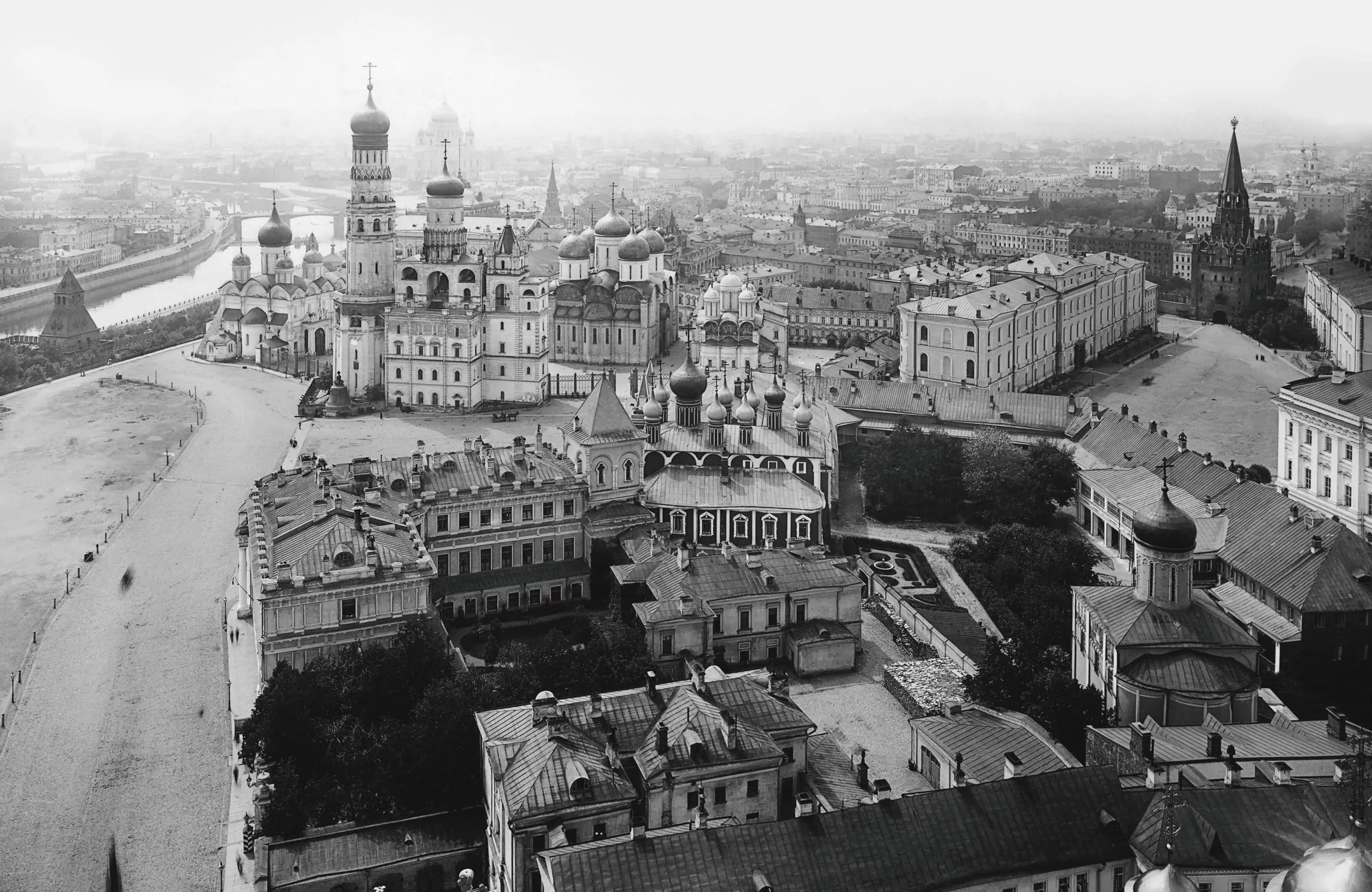
El Kremlin en 1910; muchos de los edificios visibles fueron demolidos posteriormente por el Gobierno soviético.

Aunque todavía se usaba para las ceremonias de coronación, el Kremlin fue descuidado hasta 1773, cuando Catalina la Grande encargó a Vasili Bazhénov que construyera su nueva residencia allí. Bazhénov elaboró un ostentoso diseño neoclásico a una escala heroica, que implicó la demolición de varias iglesias y palacios, así como de una parte de la muralla del Kremlin. Sin embargo, tras la finalización de los preparativos, la construcción fue aplazada debido a la falta de fondos. Varios años más tarde, el arquitecto Matvéi Kazakov supervisó la reconstrucción de las secciones desmanteladas de la muralla y de algunas estructuras del monasterio de Chúdov y construyó el espacioso y lujoso Palacio del Senado, que sería adaptado posteriormente para su uso como lugar de trabajo oficial del presidente de Rusia. Durante la época imperial, desde principios del siglo xviii hasta finales del xix, la muralla del Kremlin estaba pintada de blanco, de acuerdo con la moda.
Las fuerzas francesas ocuparon el Kremlin desde el 2 de septiembre hasta el 11 de octubre de 1812, tras la invasión napoleónica de Rusia. Posteriormente, cuando Napoleón se retiró de Moscú, ordenó que todo el Kremlin fuera volado. El Arsenal del Kremlin, varias secciones de la muralla del Kremlin y algunas torres fueron destruidas por las explosiones, mientras el Palacio de las Facetas y otras iglesias fueron dañadas por el fuego. Las explosiones continuaron durante tres días, desde el 21 hasta el 23 de octubre de 1812. Sin embargo, la lluvia afectó a las mechas y el daño fue menos severo de lo que se pretendía. Las obras de restauración fueron llevadas a cabo entre 1816 y 1819, bajo la supervisión de Osip Bové. Durante el resto del reinado de Alejandro I, varios edificios antiguos fueron renovados en un extravagante estilo neogótico, pero muchos otros, incluidas todas las estructuras del metoquión de la Trinidad, fueron demolidos por estar «en desuso» o «deteriorados».
Al visitar Moscú para los festejos por su coronación, el zar Nicolás I no quedó satisfecho con el Palacio del Kremlin (también conocido como Palacio de Invierno), que había sido erigido en la década de 1750 de acuerdo con el diseño de Francesco Bartolomeo Rastrelli. Por ello, ordenó que se demoliera este ornamentado edificio barroco, al igual que la cercana iglesia de San Juan el Precursor, construida por Aloisio el Nuevo en 1508 en sustitución de la primera iglesia de Moscú, y encargó al arquitecto Konstantín Thon que los sustituyera con el Gran Palacio del Kremlin, que debía rivalizar con el Palacio de Invierno de San Petersburgo en sus dimensiones y en la opulencia de sus interiores. Este palacio fue construido entre 1839 y 1849, a lo que siguió la reconstrucción de la Armería del Kremlin en 1851.
Después de 1851, el Kremlin cambió poco hasta la Revolución rusa de 1917. Los únicos elementos añadidos durante esta época fueron el Monumento a Alejandro II y una cruz de piedra que marcaba el lugar donde en 1905 el gran duque Sergio Aleksándrovich fue asesinado por Ivan Kalyayev. Estos monumentos fueron destruidos por los bolcheviques en 1918.

### Época soviética

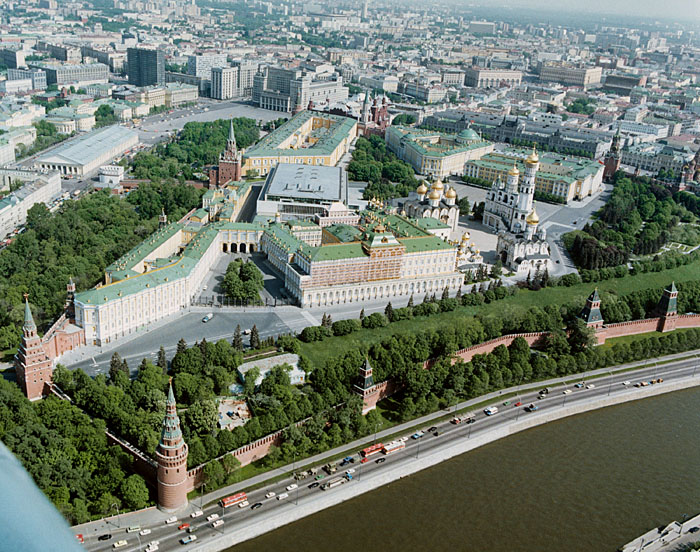
El Kremlin a vista de pájaro en 1987.

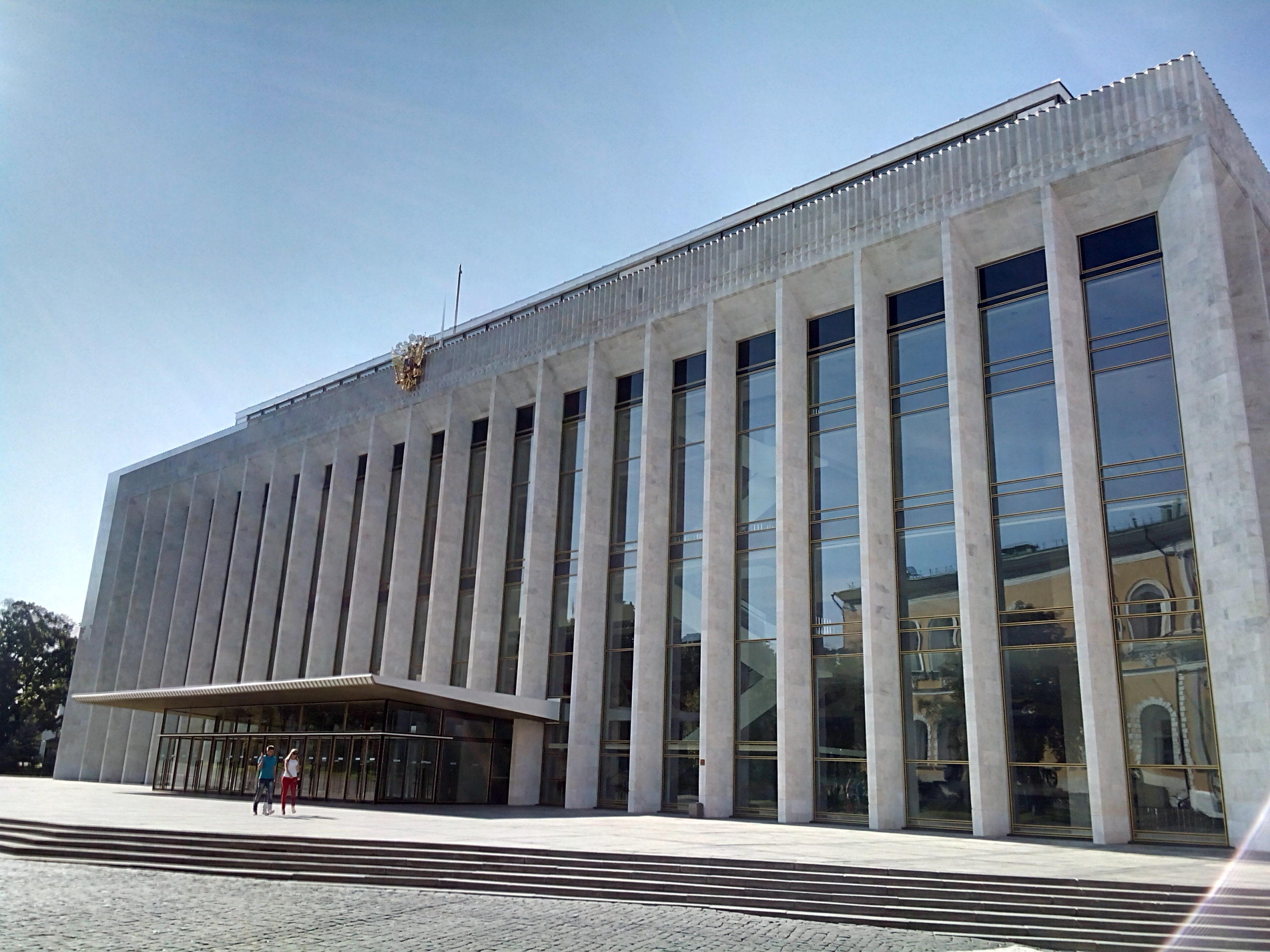
El Palacio Estatal del Kremlin.

El Gobierno soviético se trasladó de Petrogrado (la actual San Petersburgo) a Moscú el 12 de marzo de 1918. Lenin eligió el Palacio del Senado del Kremlin como su residencia. Iósif Stalin también instaló sus habitaciones personales en el Kremlin y estaba ansioso por eliminar todas las «reliquias del régimen zarista» de su cuartel general. Así, las águilas imperiales de las torres fueron sustituidas por las estrellas del Kremlin, iluminadas desde el interior con lámparas incandescentes, mientras el tramo de la muralla junto al Mausoleo de Lenin fue transformado en la Necrópolis de la Muralla del Kremlin. El monasterio de Chúdov y el convento de la Ascensión, junto con sus catedrales del siglo xvi, fueron demolidos para permitir la construcción de la Escuela Militar. El Pequeño Palacio de Nicolás y la antigua catedral del Salvador también fueron derribados.
Durante la Segunda Guerra Mundial, para confundir a los pilotos alemanes, las torres del Kremlin fueron pintadas de diferentes colores y cubiertas con cabañas de madera. Todos los techos del complejo fueron pintados de color marrón oxidado para hacerlos indistinguibles de los tejados típicos de la ciudad. Los terrenos, pavimentados con adoquines, fueron cubiertos con arena. Las cabañas pintadas para que parecieran tejados se extendían por los jardines, y las fachadas de los edificios también fueron pintadas.
La sede del Gobierno soviético estuvo cerrada a los turistas hasta 1955. No fue hasta el deshielo de Jrushchov cuando el Kremlin reabrió a los visitantes extranjeros. Los Museos del Kremlin de Moscú fueron creados en 1961, y el complejo fue uno de los primeros bienes soviéticos incluidos en la lista del Patrimonio de la Humanidad de la Unesco en 1990.
Aunque la actual directora de los Museos del Kremlin de Moscú, Elena Gagarina (hija de Yuri Gagarin), es partidaria de una reconstrucción a gran escala de los claustros destruidos, las intervenciones recientes se han limitado a la costosa restauración de los interiores originales del Gran Palacio del Kremlin, que sufrieron alteraciones durante el gobierno de Stalin. En total, durante el régimen soviético (1917–1991), veintiocho de los cincuenta y cuatro edificios históricos del Kremlin fueron destruidos (entre ellos, diecisiete de las treinta y una iglesias y catedrales), la mayor parte de ellos de siglos de antigüedad.

#### Palacio Estatal del Kremlin

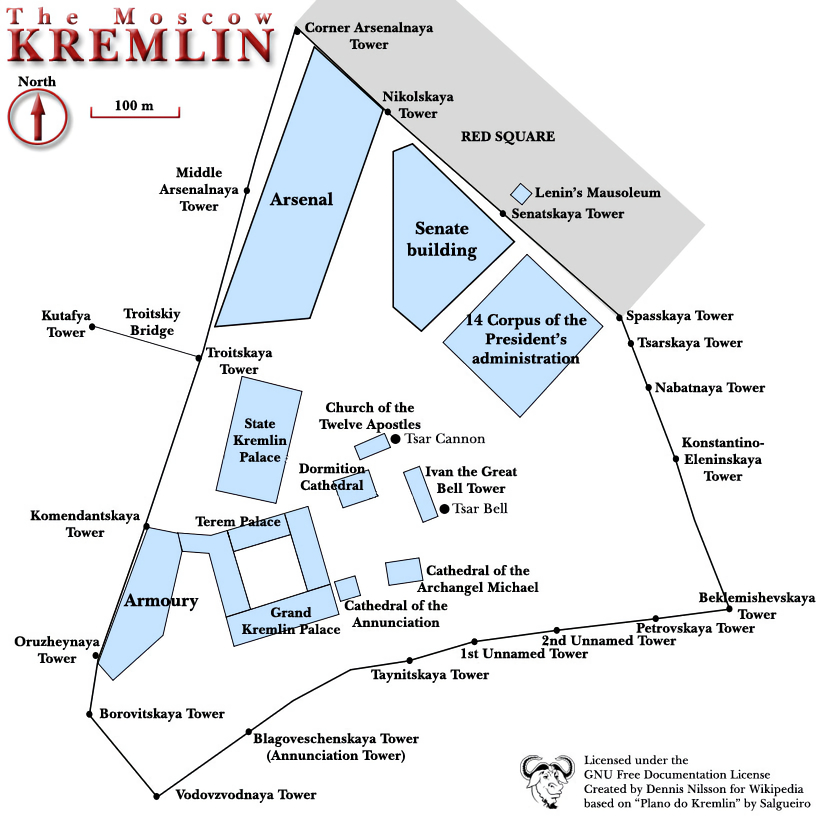
Mapa de los edificios del Kremlin.

El Palacio Estatal del Kremlin, también conocido como Palacio de los Congresos, fue encargado por Nikita Jrushchov como un recinto moderno para acoger los congresos del Partido Comunista y construido dentro de la muralla del Kremlin entre 1959 y 1961. El exterior del palacio está revestido con mármol blanco, mientras las ventanas están tintadas y son reflectantes. Su construcción implicó la destrucción de varios edificios patrimoniales, incluido el antiguo edificio neoclásico de la Armería Estatal y algunas secciones posteriores del Gran Palacio del Kremlin. El nuevo palacio fue integrado con el complejo del Gran Palacio del Kremlin mediante pasarelas que lo conectan con las Cámaras Patriarcales y el Palacio de los Terems.

## Edificios

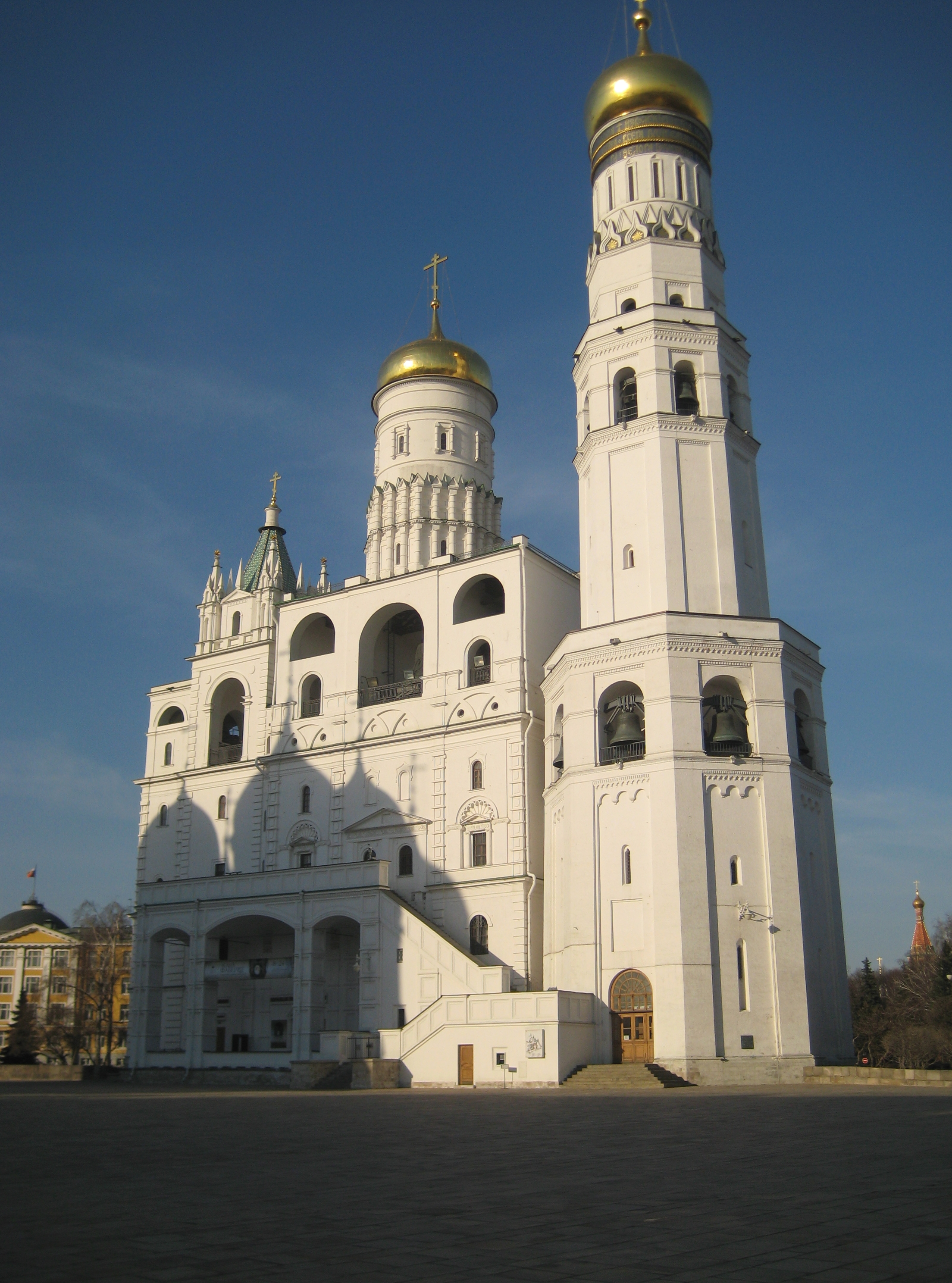
El Campanario de Iván el Grande.

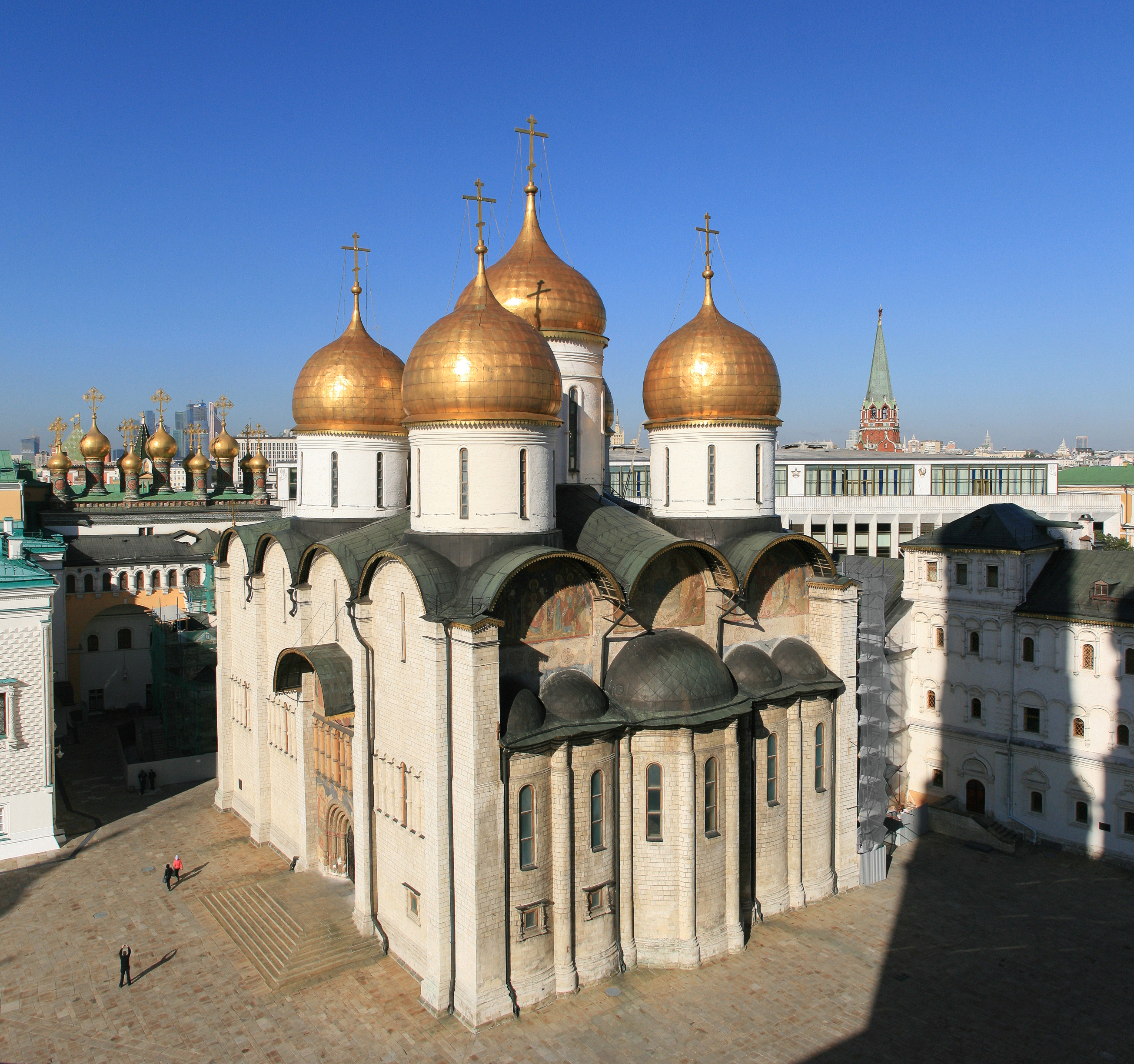
La catedral de la Dormición.

La muralla y las torres actuales del Kremlin fueron construidas por maestros italianos entre 1485 y 1495. El triángulo irregular que dibuja la muralla del Kremlin engloba una superficie de 275 000 m². La longitud total de la muralla es de 2235 metros, pero su altura oscila entre 5 y 19 metros, dependiendo de la elevación del terreno, y su grosor está entre los 3.5 y 6.5 metros.
Originalmente, el Kremlin tenía dieciocho torres, pero su número se elevó a veinte durante el siglo xvii. Todas salvo tres de ellas son de planta cuadrada. La más alta es la Torre Troitskaya, que fue construida con su altura actual de 80 metros en 1495. La mayoría de las torres estaban coronadas originalmente con cabañas de madera. Las construcciones de ladrillo actuales con tiras de azulejos de colores datan de la década de 1680.
La plaza de las Catedrales es el corazón del Kremlin y está rodeada por seis edificios, incluidas tres catedrales. La catedral de la Dormición fue completada en 1479 como la iglesia principal de Moscú, donde serían coronados todos los zares. Su enorme fachada de caliza, rematada con cinco cúpulas doradas, fue diseñada por Aristóteles Fioravanti. Varios metropolitanos y patriarcas están enterrados en ella, incluidos Pedro y Macario. La catedral de la Anunciación fue completada a su lado en 1489 con tres cúpulas doradas, aunque un siglo más tarde sería reconstruida con un diseño de nueve cúpulas. En el sureste de la plaza está la catedral del Arcángel Miguel (1508), mucho más grande, donde están enterrados casi todos los monarcas moscovitas desde Iván I Kalitá hasta Iván V de Rusia. También Borís Godunov fue enterrado originalmente en ella, pero fue trasladado posteriormente al monasterio de la Trinidad.
En la plaza de las Catedrales también se encuentran dos iglesias domésticas de los metropolitanos y patriarcas de Moscú, la iglesia de los Doce Apóstoles (1653–1656) y la exquisita iglesia de la Deposición del Manto de la Virgen, de una cúpula, construida por artesanos de Pskov entre 1484 y 1488 y que contiene magníficos iconos y frescos que datan desde 1627 hasta 1644.
El último edificio notable de la plaza es el Campanario de Iván el Grande, situado en su esquina noreste, que se dice que marca el centro exacto de Moscú y parece una vela encendida. Completado en 1600, tiene 81 metros de altura. Hasta la Revolución rusa, era la estructura más alta de la ciudad, ya que estaba prohibida la construcción de edificios más altos que él. Sus veintiuna campanas daban la alarma si se acercaba cualquier enemigo. La parte superior de la estructura fue destruida por los franceses durante la invasión napoleónica en 1812 y ha sido reconstruida. La Campana del Zar, la campana más grande del mundo, se encuentra en un pedestal junto a la torre.
El edificio secular más antiguo que se conserva en el Kremlin es el Palacio de las Facetas (1491) de Iván III, que contiene los tronos imperiales. El siguiente más antiguo es la primera residencia de la familia real, el Palacio de los Terems. El Palacio de los Terems original también fue encargado por Iván III, pero la mayor parte del palacio actual fue construida en el siglo xvii. El Palacio de los Terems y el Palacio de las Facetas están conectados entre sí a través del Gran Palacio del Kremlin. Este fue encargado por Nicolás I en 1838 y es la estructura más grande del Kremlin, cuya construcción costó 11 millones de rublos. En la década de 1990, su renovación costó más de 1000 millones de dólares. Contiene deslumbrantes salones de recepción, una escalera ceremonial, los apartamentos privados de los zares y la planta baja de la iglesia de la resurrección de San Lázaro (1393), que es la estructura más antigua que se conserva en el Kremlin y en todo Moscú.
La esquina norte del Kremlin está ocupada por el Arsenal, que fue construido por órdenes de Pedro el Grande en 1701. La sección suroeste del Kremlin, por su parte, contiene la Armería. Construida en 1851 en estilo neorrenacentista, actualmente alberga un museo que custodia los atavíos imperiales de los zares y el Fondo de los Diamantes.
La bacteria metilotrófica haloalcalífila Methylophaga muralis (llamada inicialmente Methylophaga murata) fue aislada por primera vez en mármol deteriorado en el Kremlin.

### Helisuperficie

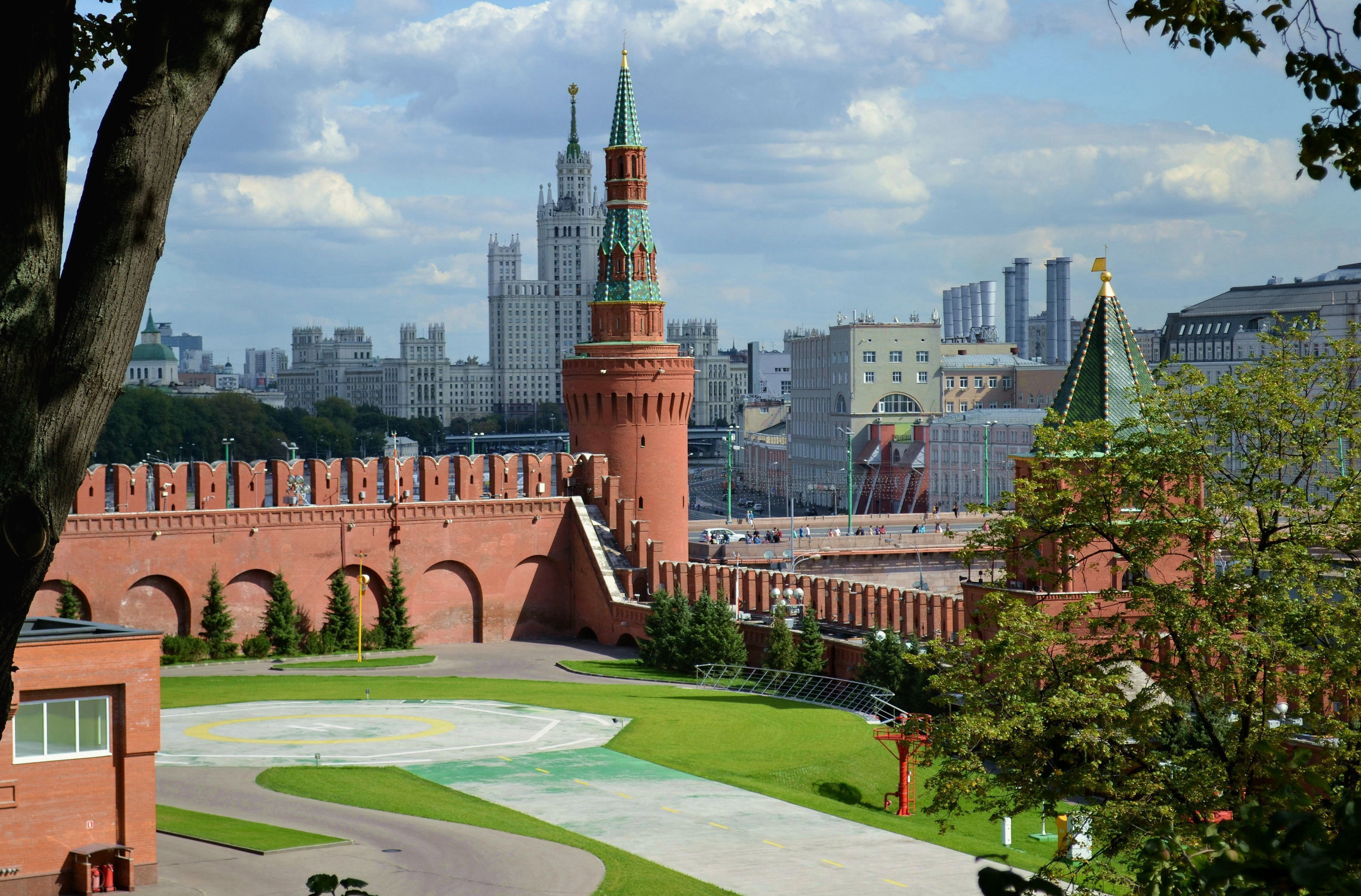
La helisuperficie del Kremlin en 2014.

Para detener las interrupciones del tráfico provocadas por las comitivas presidenciales, el presidente de Rusia, Vladímir Putin, autorizó la construcción de una helisuperficie dentro de los terrenos del Kremlin, que fue completada en mayo de 2013. Desde entonces, el presidente de Rusia se desplaza habitualmente a y desde el Kremlin usando un helicóptero Mil Mi-8. Se tuvo mucho cuidado al elegir la ubicación de la helisuperficie para que no supusiera una amenaza a la arquitectura del Kremlin.

## Estaciones del Metro de Moscú
Las estaciones del Metro de Moscú más cercanas al Kremlin son: Okhotny Ryad y Biblioteka Imeni Lenina (Línea Sokólnicheskaya), Teatralnaya (Línea Zamoskvorétskaya), Plóshchad Revolutsii y Arbatskaya (Línea Arbatsko-Pokróvskaya), Alexandrovsky Sad (Línea Filióvskaya) y Borovitskaya (Línea Serpujovsko-Timiriázevskaya).